# Richard Park
Richard Park (en coréen 박용수, Bak Yong-su), né le 27 mai 1976 à Séoul en Corée du Sud, est un joueur professionnel de hockey sur glace. Il possède aussi la nationalité américaine.

## Carrière de joueur
Après un excellent stage junior, Park fut repêché par les Penguins de Pittsburgh. Il débuta alors une carrière professionnelle qui l'amena de ville en ville, n'étant pas capable de se tailler un poste permanent dans la Ligue nationale de hockey. La chance lui sourit enfin lors de l'été 2000, il signa avec la nouvelle équipe du Minnesota, le Wild. Avec cette équipe, il réussit enfin à s'imposer dans le meilleur circuit du monde. Il fut même invité à participer au Championnat du monde de hockey 2002. Depuis cette saison (2001-2002), il est un joueur régulier au sein de la LNH, mais aussi pour l'Équipe des États-Unis de hockey sur glace lors des championnats mondiaux.
Après 4 saisons passées aux Islanders de New York, il signe durant l'été 2010 un contrat d'une durée de 3 ans avec GSHC, équipe de Genève, mais retourne avec les Penguins de Pittsburgh de la LNH pour la saison 2011-2012.

## Statistiques

### Statistiques en club
| Saison     | Équipe                     | Ligue      |     | Saison régulière | Saison régulière | Saison régulière | Saison régulière | Saison régulière |    | Séries éliminatoires | Séries éliminatoires | Séries éliminatoires | Séries éliminatoires | Séries éliminatoires |
| Saison     | Équipe                     | Ligue      | PJ  | B                | A                | Pts              | Pun              | PJ               | B  | A                    | Pts                  | Pun                  |                      |                      |
| 1991-1992  | Young Nationals de Toronto | MTHL       | 76  | 49               | 58               | 107              | 91               | -                | -  | -                    | -                    | -                    |                      |                      |
| 1992-1993  | Bulls de Belleville        | LHO        | 66  | 23               | 38               | 61               | 38               | 5                | 0  | 0                    | 0                    | 14                   |                      |                      |
| 1993-1994  | Bulls de Belleville        | LHO        | 59  | 27               | 49               | 76               | 70               | 12               | 3  | 5                    | 8                    | 18                   |                      |                      |
| 1994-1995  | Bulls de Belleville        | LHO        | 45  | 28               | 51               | 79               | 35               | 16               | 9  | 18                   | 27                   | 12                   |                      |                      |
| 1994-1995  | Penguins de Pittsburgh     | LNH        | 1   | 0                | 1                | 1                | 2                | 3                | 0  | 0                    | 0                    | 2                    |                      |                      |
| 1995-1996  | Bulls de Belleville        | LHO        | 6   | 7                | 6                | 13               | 2                | 14               | 18 | 12                   | 30                   | 10                   |                      |                      |
| 1995-1996  | Penguins de Pittsburgh     | LNH        | 56  | 4                | 6                | 10               | 36               | 1                | 0  | 0                    | 0                    | 0                    |                      |                      |
| 1996-1997  | Lumberjacks de Cleveland   | LIH        | 50  | 12               | 15               | 27               | 30               | -                | -  | -                    | -                    | -                    |                      |                      |
| 1996-1997  | Penguins de Pittsburgh     | LNH        | 1   | 0                | 0                | 0                | 0                | -                | -  | -                    | -                    | -                    |                      |                      |
| 1996-1997  | Mighty Ducks d'Anaheim     | LNH        | 11  | 1                | 1                | 2                | 10               | 11               | 0  | 1                    | 1                    | 2                    |                      |                      |
| 1997-1998  | Mighty Ducks de Cincinnati | LAH        | 56  | 17               | 26               | 43               | 36               |                  |    |                      |                      |                      |                      |                      |
| 1997-1998  | Mighty Ducks d'Anaheim     | LNH        | 15  | 0                | 2                | 2                | 8                | -                | -  | -                    | -                    | -                    |                      |                      |
| 1998-1999  | Phantoms de Philadelphie   | LAH        | 75  | 41               | 42               | 83               | 33               | 16               | 9  | 6                    | 15                   | 4                    |                      |                      |
| 1998-1999  | Flyers de Philadelphie     | LNH        | 7   | 0                | 0                | 0                | 0                | -                | -  | -                    | -                    | -                    |                      |                      |
| 1999-2000  | Grizzlies de l'Utah        | LIH        | 82  | 28               | 32               | 60               | 36               | 5                | 1  | 0                    | 1                    | 0                    |                      |                      |
| 2000-2001  | Lumberjacks de Cleveland   | LIH        | 75  | 27               | 21               | 48               | 29               | 4                | 0  | 2                    | 2                    | 4                    |                      |                      |
| 2001-2002  | Aeros de Houston           | LAH        | 13  | 4                | 10               | 14               | 6                | -                | -  | -                    | -                    | -                    |                      |                      |
| 2001-2002  | Wild du Minnesota          | LNH        | 63  | 10               | 15               | 25               | 10               | -                | -  | -                    | -                    | -                    |                      |                      |
| 2002-2003  | Wild du Minnesota          | LNH        | 81  | 14               | 10               | 24               | 16               | 18               | 3  | 3                    | 6                    | 4                    |                      |                      |
| 2003-2004  | Wild du Minnesota          | LNH        | 73  | 13               | 12               | 25               | 28               | -                | -  | -                    | -                    | -                    |                      |                      |
| 2004-2005  | Malmö Redhawks             | Elitserien | 9   | 1                | 3                | 4                | 4                | -                | -  | -                    | -                    | -                    |                      |                      |
| 2004-2005  | SC Langnau Tigers          | LNA        | 10  | 3                | 0                | 3                | 8                | 6                | 4  | 1                    | 5                    | 6                    |                      |                      |
| 2005-2006  | Canucks de Vancouver       | LNH        | 60  | 8                | 10               | 18               | 29               | -                | -  | -                    | -                    | -                    |                      |                      |
| 2006-2007  | Islanders de New York      | LNH        | 82  | 10               | 16               | 26               | 33               | 5                | 0  | 1                    | 1                    | 2                    |                      |                      |
| 2007-2008  | Islanders de New York      | LNH        | 82  | 12               | 20               | 32               | 20               | -                | -  | -                    | -                    | -                    |                      |                      |
| 2008-2009  | Islanders de New York      | LNH        | 71  | 14               | 17               | 31               | 34               | -                | -  | -                    | -                    | -                    |                      |                      |
| 2009-2010  | Islanders de New York      | LNH        | 81  | 9                | 22               | 31               | 28               | -                | -  | -                    | -                    | -                    |                      |                      |
| 2010-2011  | Genève-Servette HC         | LNA        | 47  | 15               | 19               | 34               | 16               | 3                | 2  | 1                    | 3                    | 2                    |                      |                      |
| 2011-2012  | Penguins de Pittsburgh     | LNH        | 54  | 7                | 7                | 14               | 12               | 2                | 0  | 1                    | 1                    | 12                   |                      |                      |
| 2012-2013  | HC Ambrì-Piotta            | LNA        | 48  | 9                | 22               | 31               | 18               | 5                | 1  | 2                    | 3                    | 0                    |                      |                      |
| 2013-2014  | HC Ambrì-Piotta            | LNA        | 41  | 12               | 17               | 29               | 22               | 4                | 1  | 0                    | 1                    | 29                   |                      |                      |
| Totaux LNH | Totaux LNH                 | Totaux LNH | 738 | 102              | 139              | 241              | 266              | 40               | 3  | 6                    | 9                    | 22                   |                      |                      |

### Statistiques en équipe nationale
| Année | Compétition |   | PJ | B | A | Pts | Pun                |  | Résultat |
| 1994  | CM Jr       | 7 | 3  | 2 | 5 | 4   | 4e place           |  |          |
| 1995  | CM Jr       | 7 | 1  | 7 | 8 | 29  | 6e place           |  |          |
| 2002  | CM          | 7 | 3  | 3 | 6 | 0   | 7e place           |  |          |
| 2004  | CM          | 9 | 5  | 3 | 8 | 0   | Médaille de bronze |  |          |
| 2005  | CM          | 5 | 1  | 0 | 1 | 0   | 6e place           |  |          |
| 2006  | CM          | 7 | 1  | 1 | 2 | 0   | 7e place           |  |          |

## Honneurs et trophées
- 1993 : nommé dans l'équipe des recrues de la Ligue de hockey de l'Ontario.
- 1999 : nommé dans la 2e équipe d'étoiles de la Ligue américaine de hockey.
- 2004 : remporta la médaille de bronze au Championnat du monde de hockey sur glace avec l'équipe des États-Unis.

## Transactions en carrière
- 18 mars 1997 : échangé aux Mighty Ducks d'Anaheim par les Penguins de Pittsburgh pour Roman Oksiouta.
- 24 août 1998 : signe un contrat en tant qu'agent libre avec les Flyers de Philadelphie.
- 6 juin 2000 : signe un contrat en tant qu'agent libre avec le Wild du Minnesota.
- 8 août 2005 : signe un contrat en tant qu'agent libre avec les Canucks de Vancouver.
- 2 octobre 2006 : signe un contrat en tant qu'agent libre avec les Islanders de New York.
- Été 2010 : signe un contrat avec le Genève-Servette HC.